# Aeroporto di Aranuka
L'Aeroporto di Aranuka (IATA: AAK, ICAO: NGUK) (in inglese Aranuka Airport), è un piccolo scalo aeroportuale gilbertese situato approssimativamente a 2 km a nord del centro dell'abitato del villaggio di Buariki, nell'isola di Buariki, la più grande di quelle che compongono l'atollo di Aranuka.

## Struttura
La struttura, posta a 2 m s.l.m. (7 ft), comprende una pista lunga 902 m (2959 ft), orientamento non disponibile.